# Nottingham Open 2002 - Qualificazioni singolare
Le qualificazioni del singolare  del Nottingham Open 2002 sono state un torneo di tennis preliminare per accedere alla fase finale della manifestazione. I vincitori dell'ultimo turno sono entrati di diritto nel tabellone principale. In caso di ritiro di uno o più giocatori aventi diritto a questi sono subentrati i lucky loser, ossia i giocatori che hanno perso nell'ultimo turno ma che avevano una classifica più alta rispetto agli altri partecipanti che avevano comunque perso nel turno finale.
Le qualificazioni del torneo Nottingham Open 2002 prevedevano 32 partecipanti di cui 4 sono entrati nel tabellone principale.

## Teste di serie
1. Noam Okun (primo turno)
2. Ota Fukárek (primo turno)
3. Magnus Larsson (ultimo turno)
4. Artem Derepasko (secondo turno)

1. Kalle Flygt (secondo turno)
2. Doug Bohaboy (primo turno)
3. Glenn Weiner (ultimo turno)
4. Wesley Moodie (Qualificato)

## Qualificati
1. Todd Reid
2. Mike Bryan

1. Wesley Moodie
2. Jeff Coetzee

## Tabellone

### Legenda
| - Q = Qualificato - WC = Wild card - LL = Lucky loser | - ALT = Alternate - SE = Special Exempt - PR = Protected Ranking | - w/o = Walkover - r = Ritirato - d = Squalificato |

### Sezione 1
|  | Primo turno     | Primo turno     | Primo turno    | Primo turno | Primo turno |  |  | Secondo turno  | Secondo turno  | Secondo turno  | Secondo turno  | Secondo turno  |   |   | Ultimo turno | Ultimo turno | Ultimo turno | Ultimo turno | Ultimo turno |  |
|  |                 |                 |                |             |             |  |  |                |                |                |                |                |   |   |              |              |              |              |              |  |
|  |                 | Raphael Durek   | 7              | 2           | 7           |  |  |                |                |                |                |                |   |   |              |              |              |              |              |  |
|  | 1               | Noam Okun       | 68             | 6           | 64          |  |  | Raphael Durek  | Raphael Durek  | Raphael Durek  | 3              | 1              |   |   |              |              |              |              |              |  |
|  | Todd Reid       | Todd Reid       | Todd Reid      | 6           | 6           |  |  | Todd Reid      | Todd Reid      | Todd Reid      | 6              | 6              |   |   |              |              |              |              |              |  |
|  | Ryan Henry      | Ryan Henry      | Ryan Henry     | 4           | 3           |  |  |                |                |                |                |                |   |   | Todd Reid    | Todd Reid    | Todd Reid    | 6            | 6            |  |
|  | Guy Thomas      | Guy Thomas      | 6              | 3           | 7           |  |  |                |                | Graydon Oliver | Graydon Oliver | Graydon Oliver | 3 | 4 |              |              |              |              |              |  |
|  | Oliver Freelove | Oliver Freelove | 4              | 6           | 68          |  |  | Guy Thomas     | Guy Thomas     | 3              | 6              | 3              |   |   |              |              |              |              |              |  |
|  |                 | Graydon Oliver  | Graydon Oliver | 6           | 6           |  |  | Graydon Oliver | Graydon Oliver | 6              | 3              | 6              |   |   |              |              |              |              |              |  |
|  | 6               | Doug Bohaboy    | Doug Bohaboy   | 1           | 3           |  |  |                |                |                |                |                |   |   |              |              |              |              |              |  |

### Sezione 2
|  | Primo turno     | Primo turno     | Primo turno     | Primo turno | Primo turno |  |  | Secondo turno  | Secondo turno  | Secondo turno  | Secondo turno | Secondo turno |   |   | Ultimo turno | Ultimo turno | Ultimo turno | Ultimo turno | Ultimo turno |  |
|  |                 |                 |                 |             |             |  |  |                |                |                |               |               |   |   |              |              |              |              |              |  |
|  |                 | Chris Guccione  | 4               | 6           | 7           |  |  |                |                |                |               |               |   |   |              |              |              |              |              |  |
|  | 2               | Ota Fukárek     | 6               | 4           | 5           |  |  | Chris Guccione | Chris Guccione | Chris Guccione | 2             | 3             |   |   |              |              |              |              |              |  |
|  | Mike Bryan      | Mike Bryan      | Mike Bryan      | 6           | 6           |  |  | Mike Bryan     | Mike Bryan     | Mike Bryan     | 6             | 6             |   |   |              |              |              |              |              |  |
|  | Andrew Harrison | Andrew Harrison | Andrew Harrison | 1           | 1           |  |  |                |                |                |               |               |   |   | Mike Bryan   | Mike Bryan   | 3            | 6            | 6            |  |
|  | Paul Hanley     | Paul Hanley     | Paul Hanley     | 6           | 6           |  |  |                |                | Paul Hanley    | Paul Hanley   | 6             | 3 | 2 |              |              |              |              |              |  |
|  | Craig Evans     | Craig Evans     | Craig Evans     | 1           | 3           |  |  |                | Paul Hanley    | Paul Hanley    | 6             | 6             |   |   |              |              |              |              |              |  |
|  | 5               | Kalle Flygt     | Kalle Flygt     | 6           | 7           |  |  | 5              | Kalle Flygt    | Kalle Flygt    | 4             | 3             |   |   |              |              |              |              |              |  |
|  |                 | David Brewer    | David Brewer    | 2           | 5           |  |  |                |                |                |               |               |   |   |              |              |              |              |              |  |

### Sezione 3
|  | Primo turno     | Primo turno     | Primo turno     | Primo turno | Primo turno |  |  | Secondo turno | Secondo turno   | Secondo turno | Secondo turno | Secondo turno |   |   | Ultimo turno | Ultimo turno   | Ultimo turno   | Ultimo turno | Ultimo turno |  |
|  |                 |                 |                 |             |             |  |  |               |                 |               |               |               |   |   |              |                |                |              |              |  |
|  | 3               | Magnus Larsson  | Magnus Larsson  | 6           | 6           |  |  |               |                 |               |               |               |   |   |              |                |                |              |              |  |
|  |                 | Chris Lewis     | Chris Lewis     | 2           | 4           |  |  | 3             | Magnus Larsson  | 0             | 6             | 6             |   |   |              |                |                |              |              |  |
|  | David Sherwood  | David Sherwood  | David Sherwood  | 6           | 6           |  |  |               | David Sherwood  | 6             | 4             | 1             |   |   |              |                |                |              |              |  |
|  | Andy Murray     | Andy Murray     | Andy Murray     | 3           | 2           |  |  |               |                 |               |               |               |   |   | 3            | Magnus Larsson | Magnus Larsson | 4            | 1            |  |
|  | Alex Bogdanović | Alex Bogdanović | Alex Bogdanović | 6           | 6           |  |  |               |                 | 8             | Wesley Moodie | Wesley Moodie | 6 | 6 |              |                |                |              |              |  |
|  | Ross Hutchins   | Ross Hutchins   | Ross Hutchins   | 4           | 4           |  |  |               | Alex Bogdanović | 6             | 3             | 6             |   |   |              |                |                |              |              |  |
|  | 8               | Wesley Moodie   | Wesley Moodie   | 6           | 6           |  |  | 8             | Wesley Moodie   | 3             | 6             | 7             |   |   |              |                |                |              |              |  |
|  |                 | Mat Lowe        | Mat Lowe        | 4           | 2           |  |  |               |                 |               |               |               |   |   |              |                |                |              |              |  |

### Sezione 4
|  | Primo turno    | Primo turno     | Primo turno     | Primo turno | Primo turno |  |  | Secondo turno | Secondo turno   | Secondo turno   | Secondo turno | Secondo turno |   |   | Ultimo turno | Ultimo turno | Ultimo turno | Ultimo turno | Ultimo turno |  |
|  |                |                 |                 |             |             |  |  |               |                 |                 |               |               |   |   |              |              |              |              |              |  |
|  | 4              | Artem Derepasko | Artem Derepasko | 6           | 6           |  |  |               |                 |                 |               |               |   |   |              |              |              |              |              |  |
|  |                | David Corrie    | David Corrie    | 2           | 2           |  |  | 4             | Artem Derepasko | Artem Derepasko | 2             | 1             |   |   |              |              |              |              |              |  |
|  | Jeff Coetzee   | Jeff Coetzee    | Jeff Coetzee    | 6           | 6           |  |  |               | Jeff Coetzee    | Jeff Coetzee    | 6             | 6             |   |   |              |              |              |              |              |  |
|  | Matthew Hanlin | Matthew Hanlin  | Matthew Hanlin  | 0           | 3           |  |  |               |                 |                 |               |               |   |   |              | Jeff Coetzee | Jeff Coetzee | 6            | 6            |  |
|  | Kyle Spencer   | Kyle Spencer    | 4               | 6           | 7           |  |  |               |                 | 7               | Glenn Weiner  | Glenn Weiner  | 4 | 2 |              |              |              |              |              |  |
|  | James Auckland | James Auckland  | 6               | 4           | 64          |  |  |               | Kyle Spencer    | Kyle Spencer    | 4             | 4             |   |   |              |              |              |              |              |  |
|  | 7              | Glenn Weiner    | Glenn Weiner    | 6           | 6           |  |  | 7             | Glenn Weiner    | Glenn Weiner    | 6             | 6             |   |   |              |              |              |              |              |  |
|  |                | Michael Ouvarov | Michael Ouvarov | 3           | 0           |  |  |               |                 |                 |               |               |   |   |              |              |              |              |              |  |